# Callidora surata
Callidora surata là một loài tò vò trong họ Ichneumonidae.